# 新韶镇
新韶镇是中国广东省韶关市浈江区下辖的一个镇，辖区总面积为106平方公里。

## 地理
位于韶关市区东北部，东与曲江区大塘镇相邻，南至市区韶瑶路，西至东河街道，北至仁化县长坝镇。

## 人口
总人口2.3万人，其中农业人口1.74万人。非农业人口0.56万人。

## 行政区划
辖有12个行政村及1居民委员会。
韶东社区、东河村、东联村、莲花村、府管村、石山村、候山村、大陂村、陈江村、黄浪水村、黄金村、东山村和水口村。

## 交通
京广铁路和韶余、韶瑶公路纵贯全境，镇与各村均已通车，在建的有韶赣高速公路、赣韶铁路。